# Samoa Americane ai Giochi della XXXIII Olimpiade
Le Samoa Americane hanno partecipato ai Giochi della XXXIII Olimpiade, svoltisi a Parigi dal 26 luglio all'11 agosto 2024, con una delegazione di 2 atleti, un uomo e una donna, in 2 discipline.

## Delegazione
| Sport            | Uomini | Donne | Totale |
| ---------------- | ------ | ----- | ------ |
| Atletica leggera | 0      | 1     | 1      |
| Nuoto            | 1      | 0     | 1      |
| Totale           | 1      | 1     | 2      |

## Risultati

### Atletica leggera
| Q | Qualificato al turno successivo per la posizione in qualificazione                                                           |
| q | Qualificato per il turno successivo per ripescaggio o, negli eventi su campo, conquistando la misura minima per qualificarsi |

Eventi su pista e strada
Femminile
| Atleta                 | Evento | Preliminari | Preliminari | Batterie        | Batterie        | Semifinale      | Semifinale      | Finale          | Finale          |
| Atleta                 | Evento | Risultato   | Posizione   | Risultato       | Posizione       | Risultato       | Posizione       | Risultato       | Posizione       |
| ---------------------- | ------ | ----------- | ----------- | --------------- | --------------- | --------------- | --------------- | --------------- | --------------- |
| Filomenaleonisa Iakopo | 100 m  | 12"78       | 8ª          | non qualificata | non qualificata | non qualificata | non qualificata | non qualificata | non qualificata |

### Nuoto
Maschile
| Atleta      | Evento     | Batterie | Batterie  | Semifinali      | Semifinali      | Finale          | Finale          |
| Atleta      | Evento     | Tempo    | Posizione | Tempo           | Posizione       | Tempo           | Posizione       |
| ----------- | ---------- | -------- | --------- | --------------- | --------------- | --------------- | --------------- |
| Micah Masei | 100 m rana | 1'05"95  | 34º       | non qualificato | non qualificato | non qualificato | non qualificato |